# Héros de l'Olympe
 (décembre 2022).
Si vous disposez d'ouvrages ou d'articles de référence ou si vous connaissez des sites web de qualité traitant du thème abordé ici, merci de compléter l'article en donnant les références utiles à sa vérifiabilité et en les liant à la section « Notes et références ».
Héros de l'Olympe (titre original : The Heroes of Olympus) est une série de cinq romans de fantasy écrits par Rick Riordan traitant de la mythologie grecque et romaine. Elle fait suite aux aventures de Percy Jackson et de ses amis demi-dieux. Les romans ont été publiés entre 2010 et 2014 aux États-Unis, entre 2011 et 2015 en France,.

## Romans
Contrairement à la saga Percy Jackson, les livres sont écrits à la troisième personne et du point de vue de différents personnages. Le premier tome est raconté par Jason, Piper et Léo ; le deuxième par Percy, Hazel et Frank ; le troisième est narré sous les points de vue d'Annabeth, Léo, Piper et Percy, le quatrième par les sept héros de la Grande Prophétie (Jason, Piper, Léo, Annabeth, Percy, Hazel, Frank) et le cinquième est narré par Jason, Piper, Léo, Nico et Reyna.

### Le Héros perdu
Jason se réveille dans un bus d'adolescents à problèmes, complètement amnésique. Il est entouré de Piper, qui prétend être sa petite amie, et de Léo, son prétendu meilleur ami.
Lorsqu'un esprit du vent, camouflé en élève, attaque Jason, ses deux camarades ainsi que leur coach Gleeson Hedge (qui se révèle être un satyre protecteur) le combattent. Instinctivement, Jason va utiliser ses armes cachées pour sauver ses amis et utiliser son aptitude à voler qu'il découvre pour sauver Piper, tombée dans le vide.
Peu après, une fille du nom d'Annabeth et son ami Butch atterrissent sur les lieux avec l'aide d'un char, prétendant être à la recherche de leur ami Percy Jackson, disparu depuis trois jours. Sans nouvelle information sur l'endroit où pourrait se trouver son petit ami, Annabeth finit par recueillir les trois demi-dieux et accepte de les amener à la Colonie des Sang-Mêlés.
Là-bas, ils découvriront leur identité de demi-dieux et se verront confier la quête de sauver Héra, Reine des dieux, déesse du mariage et de la famille, pour empêcher le réveil de leur nouvelle ennemie, qui n'est autre que Gaïa, la Déesse de la terre et le lever de Porphyrion, fils de Gaïa et Roi des Géants.
Ils devront faire face à de nombreux monstres, divinités, ainsi que des sorcières et des magiciens avant d'arriver à l'endroit où Héra est prisonnière et de la libérer, donnant au monde un répit en repoussant le réveil de Gaïa.

### Le Fils de Neptune
Errant vers le sud depuis des semaines, amnésique et harcelé par des monstres qui ne meurent plus, Percy arrive enfin au Camp Jupiter, refuge des demi-dieux romains, où il rencontre Frank et Hazel, les deux bleus chargés de garder l'entrée, en portant sur ses épaules une vieille femme qui se fait appeler June. Après l'entrée dans le camp, elle révèle alors qu'elle est en réalité Junon et indique aux demi-dieux du camp que Percy est le fils de Neptune. Il doit alors intégrer la légion.
Aidé par Hazel et Frank dans son intégration dans le camp, Percy se lie rapidement d'amitié avec eux. Mais le soir même, Mars apparaît, annonçant que Frank est son fils et confiant aux trois amis une mission périlleuse : libérer Thanatos, le dieu de la Mort. Car c'est parce qu'il a été emprisonné par Alcyonnée, géant fils de Gaïa, que les monstres ne peuvent plus être tués.
La quête se montre difficile, Alcyonée ayant établi son camp en Alaska, il faut alors remonter toute la côte Ouest pour le trouver.
Immortel dans son territoire de naissance, il faudra alors sortir Alcyonée des frontières de l'Alaska pour le tuer, tout en affrontant son armée et en libérant Thanatos.
Cette mission effectuée, le temps les presse. Le Camp Jupiter est en danger. Un autre géant, Polybotès cette fois, menace le Camp avec son armée de monstres. La bataille est remportée grâce à Percy qui réussit avec l'aide de Terminus à le vaincre.
Le lendemain, un message leur est transmis : les demi-dieux Grecs arrivent.

### La Marque d'Athéna
Juste après que Percy, Frank et Hazel sont rentrés de leur quête pour sauver Thanatos, l'Argo II arrive au Camp Jupiter. Une trêve est accordée pour accueillir les demi-dieux qu'il amène. Cependant, elle est de courte durée, car Léo, possédé par un Eidolon, va lancer une attaque sur le camp. Les Sept montent précipitamment à bord avant de partir, poursuivis par les romains.
Les sept demi-dieux de la prophétie sont enfin réunis : Percy Jackson, Annabeth Chase, Piper McLean, Léo Valdez, Jason Grace, Hazel Levesque et Frank Zhang à bord de l'Argo II en route vers la Rome Originelle de l'Histoire et la Grèce.
La ville de Rome est menacée. Ils doivent sauver la ville des géants Éphialtès et Otos de leur cérémonie pour éveiller Gaïa. Par là même, sauver Rome signifie sauver le monde à nouveau. Nico di Angelo est également à sauver. Retenu prisonnier dans une amphore par les deux géants, il est sur le point de mourir. Quant à Annabeth, elle a sa propre quête à accomplir : suivre la Marque d'Athéna et retrouver l'Athéna Parthénos, une statue vitale pour la réconciliation entre Grecs et Romains.
Après de nombreux efforts et quelques complications, toutes les différentes quêtes seront menées à bien, dont une grâce à Léo, qui fait appel à Némésis, déesse de la vengeance et de l'équilibre. Malheureusement, les sept demi-dieux devront en payer le prix. Entraînés par Arachné, Annabeth et Percy se retrouvent poussés vers l'Abîme profonde du Tartare, la prison des pires monstres de la mythologie. Nico di Angelo, avant que Percy ne tombe, lui fait une promesse : il guidera les demi-dieux restants sur l'Argo II en Epire, du côté mortel des Portes de la Mort.

### La Maison d'Hadès
Pendant qu'Annabeth et Percy voyagent à travers le Tartare, affrontant de nombreux monstres et divinités des plus anciens pour trouver les Portes de la Mort du côté des Enfers, les autres voyagent avec l'Athéna Parthénos, afin de rallier la Maison d'Hadès, un temple souterrain en Épire, et qui est l'emplacement des Portes de la Mort du côté mortel.
Au moyen d'un feu sacré, Annabeth va, depuis le Tartare, envoyer un message à Reyna afin de la convaincre qu'elle doit aller dans les Terres Anciennes chercher l'Athéna Parthénos et la rendre à la Colonie des Sang-Mêlés afin de faire cesser les hostilités entre Grecs et Romains.
Elle n'arrivera que bien après, lorsque, épuisés, les Sept ressortent de la Maison d'Hadès après avoir une fois de plus repoussé monstres, géants et sorciers ; avoir retrouvé Percy et Annabeth qui sont sortis vivants du Tartare et avoir brisé les chaînes des Portes de la Mort et les avoir refermées. Pour cela, quelqu'un devait rester bloquer les portes du côté Tartare : un titan nommé Bob (Percy lui a effacé la mémoire) et un géant qui se rebelle contre ses frères. Ils restent donc en Enfers, mais Percy et Annabeth ne les oublieront jamais.
Bob leur ayant demandé de dire bonjour aux étoiles de sa part, les survivants de l’abysse prononcent cette phrase mythique pour les fans de la saga “Bob says hello” ou “Vous avez le bonjour de Bob” en français.

### Le Sang de l'Olympe
Ce roman est le dernier de la série Héros de l'Olympe, qui a pour suite Les Travaux d'Apollon.
Les Sept étant enfin réunis, l'Argo II continue son voyage vers Athènes. Après avoir capturé la déesse de la victoire et récupéré plusieurs ingrédients auprès de monstres et de dieux, Jason, Léo et Piper obtiennent une potion de vie en allant voir le dieu de la médecine : Asclépios. Grâce à la magie d'Hazel, Léo se procure le flacon pour mettre en marche le plan établi avec Frank et la fille de Pluton. Il conserve le remède dans les tuyaux de son fidèle dragon, Festus.
Parallèlement, Nico, Reyna et le satyre Gleeson Hedge sont en route vers la colonie des Sang-Mêlés avec un bagage encombrant : l'Athéna Parthénos. Ils doivent voyager le plus vite possible, car, à la colonie grecque, les romains sont prêts à attaquer. Après s'être battus avec grand nombre de personnages mythologiques, ils arrivent finalement à Long Island, 
où les combats éclatent.
Les Sept, pendant ce temps, combattent à l'aide des dieux les géants censés éveiller Gaïa dans le temple du Parthénon. Les ennemis sont massacrés, mais malheureusement Percy et Annabeth saignent durant le combat. Le sang tombe sur le sol sacré : la Terre Mère s'éveille.
Les demi-dieux sont envoyés en vitesse à la colonie où, effectivement, la cruelle déesse apparaît. Léo, Jason et Piper la mènent alors vers son point faible, le ciel.
Léo l'achève avec une énorme explosion de feu, en partie causée par Octave, mais cette explosion provoque leur mort également. Comme Léo tombe sur le dos de Festus, le dragon réagit en lui injectant le remède du médecin.
Pendant que son maître se réveille de son sommeil de mort, le dragon se dirige vers Ogygie, où Calypso l'attend. Le périple du demi-dieu Léo se termine, il part rejoindre ses amis sur le dos du dragon, Calypso derrière lui.

## Personnages
Cette section traite des personnages dans Héros de l'Olympe. Les informations sur eux dans la série Percy Jackson et  leurs évolutions dans les séries Les Travaux d'Apollon et Magnus Chase et les Dieux d'Asgard (pour Percy et Annabeth) n'y figurent donc pas.

### Les Sept Demi-Dieux de la Prophétie

#### Percy Jackson
Héros principal de la saga précédente, Percy Jackson disparaît mystérieusement en décembre, après la victoire contre les armées de Cronos. Recherché activement par sa petite amie Annabeth, celle-ci trouve alors un demi dieu nommé Jason Grace, un fils de Zeus, qui selon Héra serait la clé de l'énigme. Il s'avère en effet que Jason vient du Camp Jupiter, le camp romain, et que Percy y a été transféré dans le contexte de l'échange qu'Héra a mis en place pour unifier les demi-dieux grecs et les demi-dieux romains. Il ne refait surface que six mois plus tard, en juin, du côté de San Francisco et du Camp Jupiter, sans aucun souvenir si ce n'est le nom d'Annabeth. Il rencontre Frank et Hazel. Il accompagne ceux-ci dans une quête pour libérer Thanatos en Alaska et vaincre le géant Alcyonée, et tous reviennent, la quête ayant été réussie. Cependant le Camp Jupiter subit une bataille contre le géant Polybotès, que Percy vainc avec l'aide du dieu Terminus. Le lendemain de la victoire, les demi-dieux grecs arrivent au Camp Jupiter et Percy retrouve Annabeth. La trêve est de courte durée, mais les Sept partent finalement pour Rome. Arrivé à Rome, il accompagne Annabeth vers le début de sa quête de la Marque d'Athéna, puis retourne à l'Argo II. Il part avec Jason et Piper tuer les géants Éphialtès et Otos et retrouver Nico au passage. Jason et Percy font ensuite face aux deux géants et, avec l'aide finale de Bacchus, les éliminent. Quelques instants plus tard, ils retrouvent Annabeth, encore dans une grotte. C'est quand Annabeth glisse vers le trou menant au Tartare que Percy s'accroche à elle, faisant promettre à Nico de guider les autres aux Portes de la Mort. Dans la fosse, lui et Annabeth vont affronter nombre de monstres et rencontrer d'anciennes divinités, ce qui va rendre leur lien quasiment indestructible. Aidés par un Titan et un géant pacifiques, ils rejoignent les Portes de la Mort, les franchissent et arrivent en Épire (du côté mortel des portes), où ils retrouvent leurs camarades.
Il aide à la capture de Niké, la déesse de la victoire. Il est en partie responsable du réveil de Gaïa car, à Athènes, il saigne du nez : une goutte de son sang va entrer en contact avec la Terre, or, auparavant, du sang d'Annabeth a aussi coulé sur la Terre-Mère et il fallait le sang de deux demi-dieux pour la réveiller.
À la Colonie, il aide à combattre l'ennemi et la bataille ultime est remportée .
À la fin, lui et Annabeth vont projeter de partir faire leur terminale ensemble puis de s'installer à la Nouvelle-Rome pour la fac.

#### Annabeth Chase
Son petit ami Percy ayant disparu, Annabeth le recherche activement. Elle reçoit un rêve qui lui dit d'aller au Grand Canyon, où le garçon à la chaussure en moins sera la réponse. Or ce garçon n'est pas Percy mais Jason. Ce n'est qu'après la quête de Jason, quelques jours plus tard, qu'elle comprendra ce qu'est devenu Percy. Elle reste six mois sans aucun signe de vie de sa part, mais participe à la construction de l'Argo II pour la Grande Prophétie. Piper, Jason, Léo et elle se mettent en route pour le Camp Jupiter où elle sait qu'elle retrouvera son petit ami. Malgré sa joie de le retrouver, elle est pleine d'appréhension, en raison de la quête que lui a confié sa mère à l'issue d'une dispute : suivre la Marque d'Athéna. Elle entreprendra cette quête à Rome et retrouvera l'Athéna Parthénos, qui pourrait ramener la paix entre Grecs et Romains. Cependant, la statue est gardée par Arachné, qu'Annabeth, avec ruse, réussira à vaincre. Le sol de la grotte souterraine où elle est commence à s'effondrer, menant droit au Tartare. Percy et les autres font exploser le plafond, et ramènent la statue dans le navire, mais Annabeth glisse dans la fosse. Percy, qui a promis qu'ils ne se sépareraient plus jamais la suit. Dans la fosse, ils vont affronter nombre de monstres et rencontrer d'anciennes divinités, mais, aidés par un TitanBob mais en réalité Japet) et un géant pacifiques(Damasen), ils rejoignent les Portes, les passent et arrivent en Épire, où ils retrouvent leurs camarades. Entre-temps, dans un temple d'Hermès qui était au Tartare, elle a trouvé un moyen de transmettre un message à la Colonie, où elle demande d'aller voir Reyna et de la prier d'aller en Épire chercher l'Athéna Parthénos pour la ramener à la Colonie et enfin rendre la paix aux camps de demi-dieux.Elle participe ensuite à la bataille de la colonie. Et après elle s'installe en Nouvelle-Rome avec son petit ami Percy pour la fac. Ils y passeront le reste de leur vie.

#### Jason Grace
Fils de Jupiter et frère de Thalia, il a été offert à Héra par son père à l'âge de deux ans pour apaiser la colère de celle-ci alors qu'il avait fait deux enfants mortels et surtout de la même famille. Jason est né quand Zeus, son père, était sous sa forme romaine ce qui explique que Jason parle le latin couramment et appelle tous les dieux grecs par leur nom romain. Héra confia tout d'abord Jason à Lupa (la mère des loups et des anciens Romulus et Rémus) puis il fut envoyé au Camp Jupiter. Après treize années dans ce camp et avoir atteint le grade de préteur, il est pris par Héra (qui lui vole sa mémoire) est envoyé dans un bus de l'École du Monde Sauvage où il se retrouve main dans la main avec Piper (qui croit être sa petite amie) et Léo (leur ami), bien que leur amitié n'est qu'un tour joué par la Brume. C'est le plan d'Héra pour ramener la paix entre Grecs et Romains : échanger le leader grec et le leader romain. Jason va très vite devoir accomplir une quête pour sauver la déesse, ce qu'il fait avec succès. Sa mémoire lui revient petit à petit. Il va ensuite rester à la Colonie, attendant que le navire Argo II soit prêt pour rejoindre le Camp Jupiter et repartir ensuite vers Rome et Athènes. Quand tout est prêt, lui, Piper (devenue véritablement sa petite amie), Léo et Annabeth partent vers l'ouest rejoindre les Romains. Les Sept partent ensuite vers Rome, où ils arrivent quelques jours plus tard, avec difficulté. Le jour de leur arrivée est le 1er juillet, anniversaire de Jason. Il n'aura pas le temps de le fêter, devant sauver Nico di Angelo et combattre Éphialtès et Otos. Il combattra les géants avec Percy et Bacchus. Après que Percy et Annabeth sont tombés dans le Tartare, il aide ses compagnons, leur sauvant la vie plus d'une fois. Dans la Maison d'Hadès, lors d'un combat, il doit céder sa place de préteur à Frank, afin que celui-ci puisse tuer leurs ennemis, présents en trop grand nombre. Après être revenus du temple, Percy et Annabeth de retour à leur côtés, tous repartent vers le navire et vers Athènes. Son nom est inspiré de Jason, chef de l'expédition des argonautes qui sont allés retrouver la toison d'or. Pendant "le piege de feu il rompt avec Piper et meurs assassiné par caligula.

#### Léo Valdez
Fils d'Héphaïstos, Léo est un faiseur de feu, ce qui n'est pas arrivé depuis 1666. Héra a gardé un œil sur Léo depuis sa tendre enfance sous la forme de Tía Callida, une baby-sitter psychopathe et cruelle. La mère de Léo meurt quand celui-ci a 8 ans, mort causée par Léo, qui déclencha un feu à cause de la frayeur que Gaïa, la mère de toute la nature, lui imposa. Depuis la mort de sa mère, il passe de famille d’accueil en famille d'accueil, et ne cesse de faire des fugues. Il finit par arriver à l'École du Monde Sauvage où il rencontre Piper (et pour lui Jason, mais ce n'est qu'un tour de la Brume). Lors d'une sortie au Grand Canyon, ils sont attaqués par des esprits de la tempête, qu'ils combattent. Ils sont ensuite amenés à la Colonie des Sang-Mêlés. C'est là que Léo est tout de suite reconnu par son père. Très habile de ses mains et fort bon en mécanique, il répare un dragon de bronze (qu'il nomme Festus) et découvre le Bunker 9 la nuit précédant le début de la quête que Jason, Piper et lui doivent accomplir. Ils vont donc libérer Héra et combattre Porphyrion. À la fin de cette quête, il avoue à ses camarades de bungalow qu'il est un faiseur de feu, et leur montre le Bunker 9. C'est là qu'il entreprend de construire l'Argo II, avec comme figure de proue la tête de Festus qui a subi d'énormes dommages durant la quête. Il fait partie du groupe de quatre qui vont au Camp Jupiter, mais, possédé par un Eidolon, il attaque le camp et cela force les Sept à partir en catastrophe. À Rome, il part avec Hazel et Frank à la recherche de Nico, qu'ils ne trouveront pas. Ils se feront attaquer dans un souterrain, et Léo ne les sauvera que de justesse grâce à fortune cookie que Némésis lui a donné. Cependant, il est persuadé que le prix était la chute de Percy et Annabeth dans le Tartare. Il conduit ses amis jusqu'en Croatie, où après une attaque de Chioné, il est envoyé sur Ogygie, l'île de Calypso, dont il ne part que bien après. Dans la Maison d'Hadès, il aide Hazel à vaincre Pasiphaé et permet à Annabeth et Percy de sortir du Tartare. Il va ensuite conduire l'équipe vers Athènes. A la fin, il se sacrifira pour tuer Gaïa mais grâce à un remède il revit. Il retournera ensuite à Ogygie rejoindre Calypso.

#### Piper McLean
Fille d'Aphrodite, Piper révèle un caractère inattendu : au début, elle fait tout pour passer inaperçue et s'enlaidir. Elle possède pourtant un fort pouvoir d'enjôlement lui permettant de persuader les gens de faire ce qu'elle veut rien qu'en leur parlant. Elle peut aussi résister à ce pouvoir exercé par quelqu'un d'autre (comme la sorcière Médée). Elle est à moitié Cherokee par son père qui est un acteur célèbre, Tristan McLean. Malheureusement, celui-ci s'est fait enlever par les légions de Gaïa qui veulent contraindre Piper à trahir ses amis (pendant la quête qu'ils mènent) et Héra pour le sauver, choix qu'elle se refuse à faire jusqu'à la fin. Finalement Piper et ses amis sauvent à la fois la déesse et son père. Piper utilise un poignard nommé Katoptris, ayant appartenu à Hélène de Troie, qui lui donne des visions de l'avenir. Bien que Jason n'ait jamais été son petit ami au début, ils finissent par véritablement sortir ensemble. Après six mois à la Colonie, elle fait partie des sept demi-dieux qui partent à Rome et à Athènes. Elle remplit la mission qu'Hercule leur confie à elle et Jason, permettant aux demi-dieux de passer le détroit de Gibraltar. Elle réussit à sauver la vie de Percy, de Jason et d'elle-même à Rome, dans un nymphée où ils manquent de se noyer dans une eau poisseuse. Bien que par la suite elle ne joue pas un rôle extrêmement important, son pouvoir aura une grande utilité pour vaincre certains ennemis, et sa réflexion permet une nouvelle interprétation de la Prophétie des Sept. Elle est l'équivalent d'Hélène de Troie.

#### Hazel Levesque
Hazel est la fille de Pluton et d'une voyante afro-américaine. Elle contrôle les richesses souterraines, les métaux et pierres précieuses et peut se repérer dans tout souterrain, voire en modeler le tracé à sa guise. Née en décembre 1928, elle vivait à la Nouvelle-Orléans avant de déménager en Alaska, où sa mère, possédée par Gaïa, la forçait à ressusciter Alcyonée avec sa mère. Le dernier soir, elle réussit à retarder le réveil du géant en se sacrifiant et en mourant à treize ans, pendant l'été 1942. Elle reste au Enfers pendant soixante-sept ans, se rappelant encore de sa vie, quand Nico, profitant que les Portes de la Mort sont ouvertes, la ramène dans le monde des vivants, au Camp Jupiter. C'est là qu'elle rencontre Frank, puis Percy. Elle entreprend et réussit avec eux la quête consistant à libérer Thanatos et vaincre Alcyonée. Elle trouve Arion, le cheval le plus rapide du monde, qui leur permet de se déplacer bien plus rapidement. Après cette quête, elle commence à sortir avec Frank. Lorsqu'en vient le temps, elle part avec six autres demi-dieux, comme l'a prédit la Prophétie des Sept. Pendant le trajet vers Rome, elle découvre que Léo est l'arrière-petit-fils de Sammy, le garçon qu'elle aimait dans les années 1940. À Rome, piégée dans un souterrain en compagnie de Frank et Léo, elle se fait électrocuter par une sphère d'Archimède. Quand ils repartent vers la Grèce, elle parle avec Hécate et apprend son potentiel magique et son pouvoir de manipuler la Brume. Elle apprivoisera son pouvoir, ce qui lui sera fortement utile pour sauver ses amis de Sciron et pour vaincre Pasiphaé ainsi que Clytios dans la Maison d'Hadès. Elle découvre que sa mère avait inconsciemment la faculté de maitriser la Brume.

#### Frank Zhang
Descendant de Periclyménos, roi de Pylos, un argonaute lui-même petit-fils de Poséidon. Frank est issu d'une famille chinoise établie depuis quatre générations au Canada (un de ses ancêtres ayant été capturé avec une des légions romaines et mené jusqu'à la Chine), Ce fils de Mars peut changer de forme pour se transformer en n'importe quel animal, don qu'il a reçu de son ancêtre argonaute. Étant considéré comme trop puissant (il a à la fois le sang de Poséidon et de Mars, les capacités guerrières et son don familial d'être métamorphe), il fut condamné à la naissance à voir sa vie reliée à un tison. Si ce morceau de bois brûle, Frank meurt. Après le décès de sa mère, soldate en Afghanistan, il part vers le Camp Jupiter où il rencontre Hazel et sauve Percy lorsque ce dernier arrive. Son propre père lui confie un quête le soir-même : libérer Thanatos et vaincre Alcyonée, ce qui le promeut automatiquement au rang de centurion. Ce n'est que pendant cette quête qu'il comprend quel est son pouvoir. Il va alors commencer à s'en servir, et peut alors se transformer à volonté (avec cependant quelques problèmes s'il a une émotion trop forte). Une fois la quête menée à bien, ils reviennent tous au camp afin de combattre l'armée de Polybotès et c'est après la victoire contre celui-ci qu'il commence à sortir avec Hazel. Frank rejoint, avec Percy et Hazel, les demi-dieux grecs et Jason pour aller à Rome puis Athènes. Frank se lie d'amitié avec ses camarades, mais reste effrayé par le pouvoir de Léo sur le feu, de peur que cela n'enflamme le tison qui le relie à la vie. À Rome, il est, avec Hazel et Léo, attaqué dans un souterrain où il sera électrocuté. Réveillé, c'est sous la forme d'une fouine qu'il permettra au petit groupe de s'échapper. Quelque temps plus tard, à Venise, pour sauver Hazel d'un poison mortel, il devra affronter et tuer toute une race de monstres errant dans la ville. Aidé par la bénédiction d'Arès, il y arrivera et sauvera Hazel. Quand Léo retrouve le groupe après son passage sur Ogygie, il offre à Frank un petit sac ignifugé pour qu'il y place son tison. Le fils de Mars accepte volontiers et ce geste renforce l'amitié entre les deux jeunes hommes et rassure considérablement Frank par rapport aux pouvoirs de Léo. Dans la Maison d'Hadès, Frank recevra le siège de préteur, que Jason lui cède dans le but de permettre à Frank de vaincre leurs ennemis. Il sera alors de nouveau entouré par le halo rouge de la bénédiction d'Arès. Il est l'équivalent de Méléagre et d'Horatius Coclès.

### Autres Demi-Dieux

#### Nico di Angelo
Après la victoire contre Cronos, Nico apprend par son père l'existence du Camp Jupiter. Gardant le secret chez les grecs comme chez les romains, il fréquente les deux camps. C'est dans Le Fils de Neptune, qu'on le retrouve. Il est au camp, de passage, et croise Percy, mais quand Percy lui demande, il nie le fait qu'ils se connaissent. Quand une quête sera confiée à Frank, Percy et Hazel, il và partir de son côté chercher les Portes de la Mort, qu'il trouvera au fin fond de l'Abîme du Tartare, où il sera capturé par Éphialtès et Otos et enfermé dans une amphore placée à Rome. Il sera sauvé de justesse par les Sept demi-dieux de la Prophétie. Il verra Percy et Annabeth tomber dans le Tartare, mais, l'ayant promis à Percy, il guidera l'équipe jusqu'au côté mortel des Portes, en Épire, dans la Maison d'Hadès. Sur le navire, il se fait discret, au point d'en effrayer plus d'un lors de ses apparitions soudaines. En Croatie, il devra faire face à Cupidon et dire enfin qui est la personne qu'il aime afin de récupérer le sceptre de Dioclétien. Nico avoue alors son homosexualité ainsi que son amour révolu pour Percy. À partir de cet épisode, il se fait de plus en plus discret, tenant sa promesse de les guider en Épire, puis repartant avec Reyna et l'Athéna Parthénos vers la Colonie des Sang-Mêlés. Il décide néanmoins d'y rester et se rapproche beaucoup de Will Solace.

#### Thalia Grace
Fille de Zeus et sœur de Jason, elle est aussi la lieutenante des Chasseresses d'Artémis. Sa mère est morte jeune après avoir perdu la tête. Elle a aussi cru son frère Jason mort lorsqu'il a brusquement disparu un jour alors qu'elle les avait perdus de vue lui et leur mère quelques instants. Elle est de ceux qui partent à la recherche de Percy Jackson et elle rencontre son frère en route. Elle en est d'autant plus heureuse qu'elle pensait ne jamais plus le revoir. Il semble y avoir un lien fort entre les deux. Elle ne supporte pas la présence de la déesse Héra qu'elle estime être à l'origine de ses malheurs et ceux de son frère. Thalia apparait dans le dernier tome, elle cherche avec les chasseresse et les amazones à détruire Orion le géant qui traque Reyna, Nico et Gleeson Hedge. Dans cette traque, Thalia perdra plusieurs chasseresses, notamment Phoebe, vieille de plusieurs milliers d'années et présente dans le tome "Le héros perdu" et dans le Percy Jackson "Le sort du Titan".

#### Reyna Avila Ramirez-Arellano
Reyna est une fille de Bellone, déesse de la Guerre, et la sœur d'Hylla. Elle vivait dans le spa de l'île de Circée avant que Percy ne le détruise. Capturée par Barbe-Noire, elle a réussi avec sa sœur, Hylla reine des Amazones, à le battre. Elle a ensuite pris le chemin, seule, du Camp Jupiter, où elle a évolué jusqu'à devenir préteur, au même rang que Jason. Le cheval Pégase est sa monture. Quand Percy apparaît dans son camp, son émotion est forte. Bien qu'au début elle éprouve une amertume à son égard, elle finit par le considérer comme allié (allant même jusqu'à lui faire des avances) et quand Percy est promu préteur, Reyna l'accepte volontiers. Après que Léo aura attaqué le camp, elle mènera ses troupes jusqu'à New York mais ne lancera pas l'assaut. Recevant un message d'Annabeth (transmis par Rachel Elizabeth Dare), elle acceptera de rejoindre les Sept en Épire et de ramener l'Athéna Parthénos à la Colonie des Sang-Mêlés afin de ramener la paix.

#### Hylla Ramirez-Arellano
Sœur de Reyna, Hylla est devenue la nouvelle reine des Amazones. Elle était présente au spa de Circée quand Percy a libéré les pirates qui l'ont saccagé, aussi lui en veut-elle beaucoup et refuse-t-elle d'abord de l'aider, mais quand elle reçoit le message de sa sœur qui lui prouve que Percy et ses amis viennent de sa part, elle change d'avis. Cependant, elle ne peut rien faire tant que l'ancienne reine, Otrera, revenue d'entre les morts, conteste son autorité. Otrera finit donc par lancer un défi à Hylla, la gagnante devenant la seule reine officielle. Otrera ne peut pas mourir, Thanatos étant enchaîné et Gaïa la laissant franchir les Portes de la Mort, mais Hylla parvient à la vaincre plusieurs jours de suite, jusqu'au moment où Percy et ses amis libèrent Thanatos. Là, l'ancienne reine est définitivement vaincue et la jeune femme devient la seule reine des Amazones. Au dernier tome, elle, les amazones et les chasseresses chassent Orion. Plusieurs amazones mourront notamment Kinzie, qui était présente dans le deuxième tome.

#### Octave
Octave est un descendant d'Apollon de dix huit ans. Augure du Camp Jupiter, il peut lire la volonté des dieux en sacrifiant des animaux en peluche. Plein d'arrogance et de haine, il semble parti pour devenir un ennemi pour Percy et pourrait être à l'origine de la mort de Gwen lors des jeux de guerre. Octave n'a que de piètres qualités guerrières mais se trouve être un brillant orateur, ce qui en fait un redoutable adversaire au Sénat. Il a menacé de dévoiler le secret d'Hazel concernant ce qu'elle a ramené à la vie et sa malédiction. Il convoite le poste de préteur, et lorsque Percy le devient, son animosité à son égard n'en fait que grandir, et ça s'aggrave encore quand Percy révèle qu'il est un demi-dieu grec. En effet, Octave exècre les grecs et veut les exterminer. Après l'attaque que Léo, possédé par un Eidolon, provoque, il va attiser la colère des Romains, et mène les troupes vers New York avec Reyna. Il ne supporte pas que celle-ci n'attaque pas, et lorsqu'elle partira vers les Terres Anciennes, il n'hésite pas à désobéir à ses ordres de ne pas attaquer pour se rapprocher du camp et préparer un assaut. Il meurt dans la bataille entre les Grecs et les Romains, projeté par un onagre.

#### Clovis
Clovis est le fils d'Hypnos. Il répond du mieux qu'il peut aux questions d'Annabeth et de Jason dans Le Héros perdu. Dans Le sang de l'Olympe, il montre à Nico la réunion du 24 août, lors de laquelle il a dormi. Il transmet à Thalia le message de Nico disant que Nico, Reyna et Gleeson Hedge arrivent avec l'Athéna Parthénos.Clovis a un gros défaut, vu qu'il est le fils de Hypnos il n'arrête pas de dormir...

#### Butch
Butch est le fils d'Iris. Il accompagne Annabeth au Grand Canyon au début du tome 1.

#### Lou Ellen
Lou Ellen est la fille d'Hécate. Elle enlève le nez de Miranda Gardiner à la fin du Héros perdu. Dans Le sang de l'Olympe, elle, Cecil Markowitz et Will Solace sabotent les onagres romains. Elle change certains de ces derniers en cochons et accepte de leur rendre leur forme initiale après la paix entre les deux camps.

#### Cecil Markowitz
Cecil Markowitz est le fils d'Hermès. Dans Le sang de l'Olympe, Lou Ellen, Cecil et Will Solace sabotent les onagres romains.

#### Will Solace
Will Solace est le fils d'Apollon. Il est le conseiller en chef du bungalow. Dans Le sang de l'Olympe, Lou Ellen, Cecil Markowitz et Will sabotent les onagres romains. A la fin du dernier tome, il se rapproche beaucoup de Nico.

### Dieux

#### Héra
Héra est à l'initiative dans cette série. Elle décide d'échanger les leaders des camps grecs et romains en envoyant Jason (romain) chez les grecs et Percy (grec) chez les romains dans une tentative (plutôt fructueuse) d'unification des deux parties pour qu'ils puissent affronter les dangers auxquels ils vont devoir faire face. Elle était déjà intervenue dans la vie de Léo sous la forme de Tía Callida, une babysitteuse psychopathe. Jason tient son nom d'elle, car Héra ne supportant pas que Zeus ait deux enfants dans une même famille, Zeus lui a fait don de la vie de Jason. Elle fait donc de Jason son Héros, qui va devoir la délivrer, lorsque, quelques jours avant le solstice d'hiver, elle se fait enlever par les forces de Gaïa. Elle est libérée de la Maison du Loup par Léo et Piper.
Dans le tome 2, elle apparaît à Percy sous la forme d'une mamie qui lui demande de l'emmener au camp Jupiter.
Dans le tome 5, elle se montre à Jason, Piper et Annabeth, à Ithaque. À la fin du livre, elle se montre aux Héros et aux autres Dieux sur l'Acropole.
Son nom romain est Junon.

#### Athéna
Athéna est la mère d'Annabeth. Très touchée par le problème Grecs/Romains, quand elle rencontrera Annabeth, par hasard dans le métro New-yorkais, elle va se disputer avec sa fille, puis lui donner la tâche de suivre la Marque d'Athéna afin qu'elle soit vengée. À la fin du tome 5, elle se bat aux côtés de sa fille pour vaincre Encelade.
Sa forme romaine est Minerve.

#### Zeus
Zeus n'apparaît que dans le cinquième tome, au combat contre les géants. Il n'est mentionné qu'à de rares occasions. On sait juste qu'il a pris la décision de fermer l'Olympe lorsque Héra a disparu. Selon les autres dieux, c'est une erreur inexplicable et une preuve supplémentaire de son arrogance.
Son nom romain est Jupiter.

#### Hadès
Hadès fait son apparition, dans le souvenirs d'Hazel, dans le second tome de la saga Le Fils de Neptune sous sa forme romaine. Il intervient pour les treize ans d'Hazel Levesque et tente de sauver Hazel et sa mère du sort qui les attend. Il apparaît également dans La Maison d'Hadès, après qu'Hazel a vaincu Sciron. Il se dit fier de la force de sa fille. Hadès apparait aussi à Nico dans Le sang de l'Olympe.
Son nom romain est Pluton.

#### Héphaïstos
Héphaïstos ne fait dans cette série que deux brèves apparitions, dans un rêve de son fils Léo et dans le dernier tome pour maintenir l'Argo II. Il vient en aide à Léo, lui donnant des indices sur ce qui l'attend, lui expliquant qu'il le suivait depuis son enfance. Il avoue avoir du mal avec les formes de vie organique, préférant ses machines, caractéristique qu'il transmet généralement à ses enfants.Dieu du feu et des forgerons très habile de ses mains, son nom romain est Vulcain.

#### Aphrodite
Aphrodite est la mère de Piper. Elle se révèle être une mère étonnamment à l'écoute quand elle rencontre sa fille. Elle possède aussi un caractère bien plus profond qu'elle ne veut le montrer et a un sens de l'esthétique très poussé. On la considère superficielle, mais ses intentions réelles sont déformées, ce qu'elle regrette par-dessus tout : comme Piper l'a compris, le rôle d'Aphrodite et de ses enfants n'est pas d'être beaux et de provoquer l'amour, mais au contraire d'être amoureux et de répandre la beauté. Aphrodite apparaît deux fois dans les séries, mais ses interventions ne fournissent pas d'élément capital pour la quête.Déesse de l'amour et de la beauté, son nom romain est Vénus.

#### Thanatos
Incarnation de la Mort et lieutenant d'Hadès, Thanatos était détenu en Alaska par les forces de Gaïa pour arrêter le phénomène de mort, ainsi Gaïa pouvait décider de qui faire revivre ou renvoyer mourir. Il finit par être libéré par Frank Zhang, délivré de ses chaînes par la flamme de la vie obtenue grâce au tison reliant Frank à la vie. Cependant, bien que certains auraient dû mourir (comme Hazel ou d'autre demi-dieux morts au Camp Jupiter) mais furent finalement ramenés à la vie, Thanatos décide de fermer les yeux sur cette situation pour qu'ils puissent continuer à vivre.
Son nom romain est Létus.

#### Éole
Dieu de l'Air, Éole a malheureusement perdu la raison au fil du temps. Il désire une promotion depuis des années de la part de Zeus et des autres Olympiens qui ne le considèrent que comme subalterne. Sollicité par Jason, Piper et Léo, il sera prêt à leur apporter de l'aide, puis manipulé par Chioné, il voudra les envoyer dans ses geôles. Ils ne seront sauvés que grâce à l'aurai Mellie.

#### Borée
Divinité du Vent du Nord, Borée vit à Québec en compagnie de ses enfants demi-dieux (Zétès et Calaïs) et dieux (Chioné) qui le servent. Borée craint Zeus et Éole par-dessus tout. Il réserve mauvais accueil aux demi-dieux, qu'il ne supporte pas. Cependant il apprécie Piper et ses talents de diplomate: en effet, celle-ci parle couramment français, caractéristique des enfants d'Aphrodite. Borée finit par venir en aide aux demi-dieux dans leur quête.
Dans le tome 5, Zeus l'a harnaché à son char avec ses frères Notos, Euros et Zéphyr.
Son nom romain est Aquilon.

#### Chioné
Fille de Borée et déesse de la neige, décrite comme très belle et plaisant beaucoup à Léo, Chioné trahit son père et s'avère être l'une des plus fidèles partisanes de Gaïa. Elle intervient dans toute la quête des demi-dieux en sabotant leur plan à chaque fois indirectement : c'est elle qui détruit Festus, le dragon de Léo en gelant une partie de ses pièces vitales. Elle manque de les geler dans la vallée de Sonoma et tente de les empêcher de rejoindre l'Épire. Elle envoie Léo sur Ogygie, mais est trompée par Piper qui sauve la quête.

#### Terminus
Dieu des Bornes, des frontières et Fils de Jupiter, Terminus est représenté sous la forme d'une statue sans bras ni jambes. Pour se déplacer, il s'incarne dans les différentes statues disposées à travers la Nouvelle-Rome pour protéger le Sénat. C'est son union avec Percy qui permet de tuer le géant Polybotès. Il apparaît très sévère et extrêmement méticuleux sur les lois.

#### Némésis
Déesse de la vengeance, Némésis apparaît à Hazel et Léo, leur prodiguant quelques conseils et offrant à Léo un fortune cookie qu'il ne doit ouvrir que lorsqu'il en a besoin.

#### Acheloüs
Acheloüs est un potamos, une divinité fluviale. Héraclès lui avait arraché sa première corne lors de leur combat pour Dejanire, et comme mission pour que les Sept puissent entrer en Mer Méditerranée, il envoie Piper et Jason lui arracher sa deuxième corne. Piper y arrive avec succès. Chacune de ses deux cornes sont devenues des cornes d'abondance.

#### Iris
Iris n'apparaît qu'une fois dans les livres : elle aide Percy dans sa quête en lui prodiguant des soins et des conseils ainsi qu'à ses amis. Elle a décidé de se rebeller contre son sort en ouvrant un magasin hippie et de nourritures bio, déléguant son rôle de messagère à son assistante Flissy l'esprit des nuages.

#### Hécate
Hécate apparaît dans le tome 4 pour guider Hazel dans l'apprentissage du maniement de la Brume. Tout au long du livre, elle enverra le putois Galè pour connaitre les progrès d'Hazel. À la fin, elle lui donnera son aide pour vaincre Clytios.
Dans le tome 5, elle l'aidera à abattre Alcyonée.

#### Apollon
Depuis le début de la guerre opposant les Grecs et les Romains, Apollon se cache avec sa sœur sur l'île de Délos, seul endroit où ils ne sont pas touchés par le schisme Grecs/Romains. En effet, c'est sur cette île que lui et sa sœur virent le jour.

#### Artémis
Depuis le début de la guerre opposant les Grecs et les Romains, Artémis se cache avec son frère sur l'île de Délos, seul endroit où ils ne sont pas touchés par le schisme Grecs/Romains. En effet, c'est sur cette île qu'elle et son frère virent le jour.

#### Asclépios
Asclépios est le dieu des médecins. Il apparaît dans le tome 5 où il donne le remède du Médecin à Léo Valdez.

#### Notos
Dans le tome 4, Jason, Piper, Hazel, Frank, Nico et Hedge s'arrêtent à son palais pour effectuer des réparations et trouver un moyen de trouver Léo.
Dans le tome 5, Zeus l'a harnaché à son char avec ses frères Euros, Borée et Zéphyr.

#### Euros
Dans le tome 5, Zeus l'a harnaché à son char avec ses frères Notos, Borée et Zéphyr.

#### Zéphyr
Zéphyr apparaît dans le tome 4 en tant que gardien du Palais d'Eros.
Dans le tome 5, Zeus l'a harnaché à son char avec ses frères Notos, Borée et Euros.

#### Éros
Éros apparaît dans le tome 4, sous sa forme romaine (Cupidon), pour forcer Nico à avouer ses sentiments à Percy.

#### Niké
Dans le tome 5, Niké oblige Percy, Léo, Hazel et Frank à se battre contre ses Nikai. Dans la bataille finale sur l'Acropole, elle devient l'aurige de Zeus.

#### Poséidon
Père de Percy Jackson, dans le tome 5, Poséidon aide son fils à vaincre Otos et Ephialtes.

#### Arès
Arès apparaît dans le tome 2au camp Jupiter pour délivrer la prophétie du voyage en Alaska.
Il parle à Frank dans la maison de sa Grand-Mère et l'aide à découvrir son don familial.
À la fin du tome 5, il aide son fils à vaincre l'armée des Géants.

#### Dionysos
Dans le tome 3, Dionysos apparaît à Jason, Piper et Percy à Topeka où il croyait rencontrer Déméter.
À la fin du livre, il tue les Aloades grâce et Percy et Jason et déclaré avoir vaincu les Géants sans l'aide de personne.

### Figures Mythologiques Alliées

#### Chiron
Centaure et fils de Cronos, Chiron est aussi le directeur des activités à la Colonie des Sang-Mêlés. Il n'apparaît que peu dans cette série mais éclaire de son jugement bienveillant les héros en difficulté.

#### Lupa
Lupa dans la mythologie romaine est la louve qui éleva Remus et Romulus. Au même titre que Chiron, elle enseigne aux héros, mais romains cette fois. Elle teste tous les jeunes demi-dieux romains pour déterminer s'ils sont dignes d'intégrer la colonie romaine située sur la côte Ouest, et veille à ce que ces demi-dieux ne fassent jamais preuve de faiblesse, sinon elle les dévore.

#### Gleeson Hedge
Gleeson est un satyre qui a été envoyé pour surveiller Piper et Léo et qui voit arriver Jason subitement. Il est pris captif par Dylan, l'esprit du vent, puis délivré par les trois demi-dieux dans le magasin de Médée. Selon Jason, il n'est ni leur ami, ni leur prof, mais un simple guide. Il ne cesse de jouer son rôle de guide pour s'occuper de Tristan McLean, le père de Piper, après son enlèvement. Celle-ci lui en est reconnaissante. Gleeson est attiré par la secrétaire d'Éole, Mellie (avec qui il se mariera et aura un enfant), qu'il embauche par la suite pour servir de nouvelle assistante à Tristan McLean. Il est connu pour son comportement très impulsif et son tempérament violent. Il a un fils à la fin de la saga du nom de Chuck.

#### Calypso
Calypso apparaît dans La Maison d'Hadès. Il se trouve que, deux ans après Percy, Léo arrive sur son île. Exaspérée par ce que les dieux lui font (lui envoyer des jeunes hommes qui doivent toujours repartir), elle entre dans une grande colère, allant jusqu'à traiter Léo de « ouistiti carbonisé ». Elle ne veut pas voir Léo, pendant quelques jours, voulant même forcer le radeau magique à apparaître pour qu'il parte. Après un peu de temps, elle finit par aller le voir et l'aider dans son projet pour retrouver ses amis. Ils tombent alors amoureux l'un de l'autre. Ce n'est qu'à ce moment que le radeau fait son apparition. Calypso échange un baiser avec lui avant de le voir partir.
Dans Le Sang de l'Olympe, elle retrouve Léo avec qui elle part.

#### Arion
Fils de Poséidon et de Déméter, Arion est un cheval d'une incroyable force et vitesse (cheval le plus rapide du monde, il peut franchir le mur du son). D'abord enfermé par les Amazones qui attendaient la venue d'une cavalière qui saurait le dompter, il est finalement dompté par Hazel. Il est d'une aide précieuse dans la quête de Percy et ses amis pour rattraper le temps perdu et escalader des glaciers. Il est loyal envers Hazel et mange de l'or et des pierres précieuses pour recouvrer ses forces. Où qu'elle soit, il finit toujours par la retrouver et par l'aider. Ce cheval est cependant d'un naturel vulgaire et profère de tels jurons que Percy n'ose même pas les répéter à ses amis, qui ne comprennent pas le cheval.

#### Ella
Ella est une Harpie, mais pas comme les autres. Elle a tout d'abord les ailes rousses, mais possède surtout le savoir d'une encyclopédie universelle, grâce à sa mémoire photographique qui lui permet de retenir tout ce qu'elle lit. Elle peut lire un livre très rapidement, en quelques secondes seulement, à tel point qu'on ne peut savoir si elle lit vraiment. Elle est la seule à avoir connaissance des Livres Sibyllins, disparus depuis l'Antiquité. Longtemps affamée et maltraitée par Phinéas elle est d'abord craintive et assez perturbée, mais elle accepte de suivre Percy et son équipe, et leur révélera plusieurs prophéties inquiétantes sur leur avenir. Elle est amoureuse de Tyson le cyclope.

#### Tyson
Fils de Poséidon et général en chef des armées des Cyclopes, Tyson est aussi le demi-frère de Percy Jackson. Il apparaît dans les rêves de celui-ci à la recherche de son frère (perdu depuis six mois) avec l'aide de Kitty O'Leary. Il fait son entrée dans la bataille contre le géant Polybotès, arrivant aux côtés de Percy, Frank et Hazel dans cette bataille. Tyson est également présent dans le dernier tome. Il est amoureux d'Ella.

#### Kitty O'Leary
Auparavant Chienne des Enfers de Dédale, Kitty O'Leary est devenue une fidèle alliée de Percy dans les batailles et les recherches. Elle le démontre encore une fois dans Le Fils de Neptune.

#### Pégase
Pégase est le dieu des chevaux ailés (pégases) et est immortel. Après avoir observé le dévouement de Reyna à son pégase (Scipion), il la nomme « amie des chevaux » un titre qui, selon Gleeson Hedge, est un honneur suprême. Il Aurait organisé le voyage de Nico di Angelo, Reyna et le satyre accompagné d’autres pégases. Il laisse ensuite Reyna, seule, en compagnie des autres chevaux ailés, dont Blackjack et Guido.
Pégase explique ne pas pouvoir prendre le risque d’entrer dans une bataille car s’il est blessé, cette douleur sera ressentie par tous les pégases existant; on voit donc par ce geste qu’il ne néglige pas ses enfants et en prends même soin.
Pégase est le seul dieu connu à avoir une forme animale comme forme première.

### Figures mythologiques ennemies et Monstres

#### Gaïa
Déesse de la terre, Gaïa est aussi la mère des Géants et des Titans. Actuellement en plein sommeil, elle se bat pour se réveiller et anéantir le Monde des dieux, furieuse qu'ils aient encore une fois vaincu ses enfants les Titans. Elle fait donc appel à ses autres enfants les Géants ainsi qu'à d'autres sbires pour lutter contre le monde des dieux et de leurs enfants les demi-dieux. Il est dit que pour triompher de ce nouvel ennemi les dieux doivent s'allier aux demi-dieux et combattre ensemble, chose impensable. C'est elle qui a ouvert les Portes de la Mort. Elle apparaît dans chaque livre, tentant de tromper, et tuer les Sept. Même dans le passé de Léo elle a fait une apparition : c'est elle qui lui a causé une telle frayeur qu'il a déclenché un incendie mortel pour sa mère. Son nom romain est Terra.

#### Le Trio de Cyclopes
Une mère et ses deux fils : Mo Joindculass, Dynamo et Carter, tendent un piège à Jason, Piper et Léo alors que ceux-ci sont exténués et que Piper s'est tordu la cheville. Comme tous les cyclopes, ils peuvent imiter les voix humaines avec précision. Seule la mère semble d'une intelligence maléfique alors que ses fils sont deux idiots. Contrairement à leur mère, ils se font berner par l'enjôlement de Piper. Léo vient à bout des trois cyclopes grâce à des machines de construction, mais puisque ceux-ci ne peuvent mourir, ils se reforment bien vite. On les revoit dans Le Fils de Neptune, dans l'armée du géant Polybotès.

#### Médée
Médée est une très jolie femme d'âge mûr. Bien qu'elle semble inoffensive au premier abord, elle tend un piège aux demi-dieux dans un magasin de luxe. Seule Piper se doutait de quelque chose, mais elle n'avait aucune emprise sur Jason et Léo car l'enjôlement de Médée était nettement supérieur au sien. On apprend à ce moment que lorsqu'elle était encore dans les Champs du Châtiment, elle a eu une vision selon laquelle Léo serait un ennemi dangereux pour Gaïa et arrive à prévenir cette dernière. Puisque Thanatos est enchaîné et que les Portes de la Mort sont ouvertes, Médée est revenue à la vie comme le roi Midas. Son arme est sa voix. Elle tente de monter Léo et Jason l'un contre l'autre et de les faire se battre, et ce jusqu'à ce que Piper les sorte de leur torpeur. Finalement avec l'aide de ses amis et de Festus, Piper fait exploser le magasin de la sorcière.

#### Midas
Le Roi Midas a reçu la faculté  de transformer en or tout ce qu'il touche grâce à Dionysos. Punition infligée à Apollon lors d'un concours de musique où il devait départager le dieu Pan et Apollon, il possède des oreilles d'âne. Il est l'un des fidèles partisans de Gaïa et souhaite en finir avec les demi-dieux pour éviter que la prophétie ne s'accomplisse. Il finit par transformer en or Piper et Léo, mais Jason ne se laisse pas prendre. Durant le duel que le fils de Midas, Lityersès, mène contre Jason, ce dernier parvint à utiliser le don de Midas à son avantage, et Lityersès est changé en or. Jason utilise ensuite la foudre pour se débarrasser de Midas.

#### Otrera
Ancienne reine légendaire des Amazones, Otrera ressuscite grâce à Gaïa, qui l'a laissé franchir les Portes de la Mort ouvertes. Dès son retour, elle a contesté l'autorité de l'actuelle reine Hylla et parmi les Amazones, beaucoup ont pris son parti. C'est elle qui refuse que les Amazones partent prêter main-forte aux demi-dieux romains du Camp Jupiter, alors qu'Hylla voudrait aider sa sœur Reyna. Otrera finit donc par lancer un défi à Hylla, la gagnante devenant la seule reine officielle. Otrera ne peut pas mourir, Thanatos étant enchaîné, mais Hylla parvient à la vaincre deux journées de suite, jusqu'au moment où Percy et ses amis libèrent Thanatos. Là, l'ancienne reine est définitivement vaincue et Hylla devient la seule reine des Amazones.

#### Phinéas
Phinéas est lui aussi un mortel revenu à la vie depuis que Gaïa a emprisonné Thanatos et ouvert les portes de la mort. À l'origine, ce voyant avait été condamné à devenir aveugle et se faire voler sa nourriture par les harpies pour avoir révélé leur futur aux hommes, mais Gaïa a retourné la malédiction pour que ce soient les harpies qui soient condamnées à ne manger que ce qu'il leur laisse. Il est désormais gras et bien nourri. Percy parvient à s'en débarrasser en le défiant : il doit choisir la bonne fiole de sang de gorgone, sachant qu'une est un poison mortel et l'autre un antidote capable de tout guérir. En échange, il leur donne des informations. Gaïa ayant un plan dans lequel elle a besoin de Percy, elle fait exprès d'induire Phinéas en erreur alors qu'il lui fait confiance, et il boit la fiole de poison.

#### Chrysaor
Frère de Pégase, Chrysaor est sorti, comme son frère, quand Persée a coupé la tête de Méduse. Depuis, il arpente la Méditerranée sous forme de pirate. Son équipage est constitué d'hommes partiellement transformés en dauphins par Dionysos, dont ils ont une peur bleue. Utilisant cette faiblesse, Percy va ruser et réussir à vaincre Chrysaor et son équipage.

#### Arachné
Arachné a été changée en énorme araignée à tête de femme pour avoir défié Athéna lors d'un concours de tissage. C'est la gardienne de l'Athéna Parthénos. Surnommée La Tisseuse, Annabeth l'a vaincue et emprisonnée par la ruse dans une construction en toile. Cependant, Arachné aura attaché un de ses fils au pied d'Annabeth et lorsqu' Arachné tombera dans le Tartare, Annabeth suivra, avec Percy. Percy la tuera dans le Tartare.

#### Eidolons
Les Eidolons sont des esprits possesseurs venus des Enfers. Ce sont eux qui ont contrôlé Léo et qui l'ont forcé à tirer sur le camp Jupiter et se sont eux aussi qui ont obligé Jason et Percy à se battre. C'est grâce à Piper et à son enjôlement que Jason, Percy et Léo en furent débarrassés. Ils refont surface dans les souterrains de Rome en contrôlant des machines pour tuer Léo, Hazel et Frank.

#### Sciron
Sciron est un personnage, qui, à l'aide d'une tortue géante, piège le groupe de demi-dieux afin de les dépouiller. Il demande que deux émissaires du groupe viennent avec tous leurs objets de grande valeur. Le groupe décide d'envoyer Hazel et Jason. Après avoir récupéré le butin, Sciron demande aux deux demi-dieux de lui laver les pieds, ce qui permet à Hazel de se souvenir de l'histoire complète de Sciron : ses pieds sont d'une puanteur irrespirable, ce qui étourdit ses adversaires. Il les projette alors dans l'eau, là où sa tortue peut les avaler au vol. Hazel comprend alors qu'il ne peut être vaincu qu'en manipulant la Brume autour de lui, ce qu'elle accomplit avec succès. Sciron est alors pris dans son propre piège et est avalé par sa tortue.

#### Tartare
Dieu primordial du Tartare, père des Géants. Il tente d'arrêter Annabeth et Percy aux Portes de la Mort mais est retenu par le titan Japet et le géant Damasen.

#### Nyx
Déesse primordiale de la nuit, qui engendra plusieurs monstres et divinités avec chaos, comme Achlys. Percy et Annabeth les ont rencontrés ainsi que d'autres divinités du côté de Gaïa au palais de Nyx au Tartare et ils échappent de justesse à ces deux divinités surpuissantes en utilisant un subterfuge.
Pasiphaé
Femme du roi Minos et mère du minotaure, Phasiphaé est tombée amoureuse du taureau de son mari. Maîtresse des sortilège, elle contrôle le Labyrinthe.

### Géants

#### Encélade
Encélade est un des deux géants, fils de Gaïa, que Jason, Piper et Léo rencontrent dans Le Héros perdu. Il a enlevé le père de Piper et le retient sur le Mont Diablo. Le Géant est tué par Jason Grace à l'aide de son père Zeus. Il revient une deuxième fois grâce aux portes de la Mort avec les autres géants en Grèce. Encélade est né pour combattre et détruire Athéna/Minerve.

#### Porphyrion
Porphyrion est le deuxième géant que Jason, Piper et Léo rencontrent dans Le Héros perdu. La capture d'Héra permet à Porphyrion de renaître. Le Géant affronte Jason Grace mais fuit lorsque Héra est libérée. On apprend qu'il est retourné en Grèce, la terre natale des Dieux pour lever une armée. Il est vaincu au dernier tome par Jason et son père, Zeus. Porphyrion est né pour combattre et détruire Zeus/Jupiter.

#### Alcyonée
Aîné des géants, ce fils de Gaïa ne peut être tué sur son sol natal, qui est, dans Le Fils de Neptune, l'Alaska. Il a enlevé Thanatos, l'incarnation de la Mort. Le géant est tué par Hazel Levesque et Frank Zhang, après qu'il a été traîné sur une quinzaine de kilomètres et qu'il soit entré en territoire Canadien. Alcyonée est né pour combattre et détruire Hadès/Pluton.

#### Polybotès
Polybotès est le deuxième géant apparaissant dans Le Fils de Neptune. Percy, Hazel et Frank l'aperçoivent durant leur quête car il mène les troupes de Gaïa vers le Camp Jupiter. Le Géant est tué par Percy à l'aide du dieu Terminus. Polybotès réapparaît au dernier livre sous l'eau. Il est vaincu par Jason et Cymopolée. Polybotès est né pour combattre et détruire Poséidon/Neptune. Son nom signifie "nombreux à nourrir".

#### Éphialtès et Otos
Éphialtès et Otos sont les seuls géants rencontrés dans La Marque d'Athéna. Ils sont plus petits que leurs frères, mais mesurant tout de même 3 mètres de haut (soit environ moitié moins que leurs frères). Ils sont tués par Percy, Jason et Bacchus dans le Colisée de Rome. Ils ressuscitent dans le dernier livre et seront vaincus par Percy et Poséidon. Otos et Éphialtès sont nés pour combattre et détruire Dionysos/Bacchus.

#### Clytios
Clytios est un des deux géants rencontrés dans La Maison d'Hadès. Hazel et Hécate le tueront dans la Maison d'Hadès en Épire. Clytios est né pour combattre et détruire Hécate/Trivia.
Damasen
Damasen est le seul géant pacifique. Il est rencontré dans La Maison d'Hadès. En effet, né pour contrer Arès, il est tout son contraire. Il aspire à cent pour cent à vivre en paix et est contre la violence. Exilé dans le Tartare, il vient en aide à Percy et Annabeth, soignant le premier du poison de Gorgone. Bien qu'il ne parte pas avec eux, il finit par les rejoindre devant les Portes de la Mort et les aide à retourner du côté des vivants en se battant avec l'aide du titan Japet contre le dieu Tartare. Damasen est né pour combattre et détruire Arès/Mars.

#### Orion
Orion est un géant né pour combattre et détruire Apollon et Artémis/Diane. Dans Le Sang de l'Olympe, il est chargé par Gaïa d'arrêter Reyna, Nico et Gleeson Hedge qui ont pour mission de ramener l'Athéna Parthénos à la Colonie avant la bataille entre Grecs et Romains. Il s'oppose d'abord aux Chasseresses et aux Amazones et est finalement tué par Reyna sur la plage de la Colonie.

#### Mimas
Mimas est un géant né pour combattre et détruire Héphaïstos/Vulcain. Il est chargé par Gaïa de garder la statue du dieu enchaîné à Sparte.

#### Thoôn
Thoôn est un géant. Il apparaît seulement pendant la bataille finale sur l'Acropole. Thoôn est né pour combattre et détruire les Moires/Parques .

#### Périboée
Périboée est une géante, fille de Porphyrion . Elle apparaît seulement pendant la bataille finale sur l'Acropole. Périboée est née pour combattre et détruire Aphrodite/Vénus.

## Les prophéties

### La prophétie de Jason
Dans Le Héros perdu, trois demi-dieux, Jason, Piper et Léo visitent pour la première fois la Colonie des Sangs Mêlés. Jason reçoit une quête guidée par la prophétie de Rachel :   
Enfant de la foudre, méfie-toi de la terre,1 

De la vengeance des géants les sept seront les pères,2 

La forge et la colombe briseront la cage,3 

Et sèmeront la mort en libérant d'Héra la rage.4
- 1 Jason Grace, fils de Jupiter, devra éviter de voyager par la terre car la Terre est Gaïa son ennemie.
- 2 Les sept demi-dieux de la Grande Prophétie seront la cause de la vengeance de géants.
- 3 Piper McLean, fille d'Aphrodite et Léo Valdez, fils d’Héphaïstos, devront unir leurs forces pour libérer Héra.
- 4 En libérant Héra, la déesse prendra sa véritable forme et détruira tous les ennemis sur son passage ainsi que Jason accidentellement. Le garçon finit tout de même par revenir à la vie.

### Le Fils de Neptune
Dans Le Fils de Neptune, pour la première fois il n'y a pas de prophétie au début, c'est le dieu Mars lui-même qui confie directement à Frank la mission d'aller en Alaska libérer Thanatos. Quand les demi-dieux lui font la remarque qu'il faudrait une prophétie, Mars répond ironiquement que sa prophétie à lui, c'est que Frank aille en Alaska libérer Thanatos, comme il vient de le dire. Sauf qu'à la page 388, alors qu'ils sont chez la grand-mère de Frank, Ella annonce une partie de la prophétie: "Dans le grand nord, au-delà des dieux, repose la couronne de la légion. Tombant des glaces, le fils de Neptune coulera." On en saura jamais la fin car Ella dit que le reste de la page du livre sibyllin où elle a pris la prophétie fut brûlé.

### La prophétie d'Ella
Dans le troisième tome de la série, La Marque d'Athéna, Ella la Harpie termine une prophétie qu'elle avait déjà mentionné dans Le Fils de Neptune :
La fille de la Sagesse marche seule,1 

La marque d'Athéna brûle à travers Rome.2 

Les Jumeaux mouchent le souffle de l'ange qui détient la clé de la mort sans fin.3 

Le fléau des géants est pâle et d'or, conquis par la douleur d'une prison de tissage.4 

- 1 Annabeth Chase est la fille d'Athéna, déesse de la Sagesse. Elle marche sans pouvoir et sans amis vers la statue.
- 2 La marque d'Athéna montre le chemin d'Annabeth à travers l'ancienne Rome. Elle représente une chouette.
- 3 Éphialtès et Otos enferment Nico Di Angelo dans une amphore, empêchant son souffle et sa respiration. Angelo signifie ange en Italien. Il détient la clé de la Mort sans fin car il connaît l'emplacement des portes et sait comment les fermer.
- 4 Le fléau des géants est l'Athéna Parthénos, en ivoire doré (pâle et d'or), et, avant qu'Annabeth n'ait vaincu Arachné, la statue était emprisonnée dans des toiles d'araignée.

### La Prophétie des Sept
La Grande Prophétie, ou Prophétie des Sept a été prononcée par Rachel à la fin du 5e tome de Percy Jackson. Elle est également inscrite dans le temple de Jupiter au Camp Jupiter, d'où le fait que Grecs et Romains la connaissent.
Sept demi-dieux obéiront à leur sort,1 

Sous les flammes ou la tempête le monde doit tomber,2 

Serment sera tenu en un souffle dernier,3 

Des ennemis viendront en armes devant les Portes de la Mort.4
- 1 Les sept demi-dieux sont Jason Grace, Piper McLean, Léo Valdez, Percy Jackson, Hazel Levesque, Frank Zhang et Annabeth Chase.
- 2 Léo Valdez est un faiseur de feu, il explique les flammes. Jason Grace quant à lui peut créer des cyclones, et peut expliquer la tempête. Dans La Maison d'Hadès, Piper fait référence au fait que le monde, et par conséquent la Terre, se dit Gaïa en grec. Selon cette hypothèse Gaïa devrait être vaincue soit par Léo (les flammes) soit par Jason (la tempête), ce qui induirait la mort de l'autre. Elle est finalement vaincue par Léo.
- 3 C'est la promesse de Léo envers Calypso (celle de revenir la chercher) qui est tenue après que Léo est revenu à la vie.
- 4 Selon la théorie d'Annabeth dans le tome 4, les "ennemis" seraient des demi-dieux, un Titan (Bob: nom donné par Percy, Japet: nom d'origine) et un géant (Damasen, chevauchant un Drakon), tous ennemis par nature mais finalement alliés contre Tartare devant les Portes de la Mort.

## Le plan d'Héra, l'échange des deux chefs
Dans Héros de l'Olympe, Héra est au courant du réveil de la déesse Gaïa et de ses fils les Géants. Pour les arrêter, la déesse tente d'unir les deux camps de demi-dieux : grecs et romains. Pour ce faire, elle échange les deux leaders (Percy Jackson pour les grecs et Jason Grace pour les romains). Les deux demi-dieux débarquent sur le terrain en étant amnésiques. Ils retrouvent leur mémoire au fur et à mesure de leur quête. Ceci résume les souvenirs récupérés par les deux héros.
Pour le personnage de Jason Grace. Il mène une quête avec Piper McLean et Léo Valdez dans le Héros perdu.
- Au début du livre, Jason ne se souvient que de son prénom.
- En combattant des monstres dans le Grand Canyon, Jason découvre qu'il peut voler.
- Lorsque le satyre Gleeson Hedge leur parle de demi-dieux, Jason ne semble nullement surpris, il a conscience d'appartenir à ce monde.
- Lorsqu'il parle à Chiron, ce dernier se met à lui parler latin et Jason lui répond automatiquement dans la même langue et ne s'en rend compte qu'après.
- Toujours en train de parler à Chiron, Jason reçoit une vision d'Héra ou elle lui rappelle qu'il lui appartient. Jason est conscient d'avoir un lien avec la déesse même s'il n'apprécie pas lui appartenir.
- Lorsque son ami Léo est revendiqué par son père, Jason devine qu'il est un fils de Vulcain (forme romaine d’Héphaïstos). Cependant, il affirme ne pas savoir d’où il tient cette information.
- Lorsque Jason se rend avec Annabeth dans le bungalow d'Hypnos, Jason défend les dieux sous leur forme romaine.
- Au feu de camp de la Colonie des Sang-Mêlé, Jason montre ses capacités à utiliser la foudre. Il est donc un fils de Zeus. Avant, Jason affirme connaître la prophétie des sept en latin, une langue qu'il maîtrise parfaitement.
- Lorsqu'il rêve, Jason rencontre son mentor la louve Lupa qui lui donne un indice sur son nom de famille. Cependant, c'est en voyant les photos de Thalia Grace qu'il réalisera qu'il s'agit de sa sœur. Son nom est donc Jason Grace.
- Avant de partir en quête, Jason refuse de mettre le tee-shirt orange de la Colonie des Sang-Mêlé, il préfère garder son tee-shirt pourpre car il sait que c'est important.
- Lorsque Jason se réveille à la suite de l'attaque des cyclopes, il se souvient que les cyclopes pouvaient imiter les voix. De plus, le « fils de Mercure » dévoré par les cyclopes semble être une personne qu'il connaît.
- Lors de sa confrontation avec Médée, elle lui parle d'or impérial. Jason reconnaît ce terme contrairement au bronze céleste.
- Lorsque Jason se bat avec le fils du roi Midas, il affirme que son style de combat est romain et provient de la Légion.
- Lorsque Thalia raconte à Jason le comportement de leur mère, Jason se souvient qu'il a été élevé par Lupa et amené vers un camp.
- Lorsque Jason et ses amis survolent le Mont Diablo, Jason se rappelle que cet endroit est important pour sa vie.
- Lors de l'affrontement avec Porphyrion, Jason affirme être le préteur de la Première Légion.
- Lors de son retour à la Colonie des Sang-Mêlé, Jason se souvient de nombreux amis : Dakota, Gwendolyn, Hazel et Reyna. Il se souvient également avoir mené les romains, renversé le trône noir de Cronos et vaincu le Titan Crios de ses propres mains. Jason se rappelle aussi qu'il vient de la colonie romaine située dans les environs de la baie de San Francisco.

Pour le personnage de Percy Jackson. Il mène une quête avec Hazel Levesque et Frank Zhang dans le Fils de Neptune.
- Au début du livre, Percy se souvient de son nom complet : Jackson ainsi que de sa petite amie Annabeth.
- En arrivant au Camp Jupiter, Percy découvre qu'il est capable de contrôler les eaux des fleuves.
- En rencontrant Octave, Percy semble se rappeler une personne lui ressemblant. Il pourrait s'agir de Luke Castellan, son ancien rival.
- En entendant la prophétie des sept, Percy affirme la connaître.
- Lorsque Percy rencontre Nico Di Angelo, le fils d'Hadès, il affirme le connaître mais ne plus se souvenir de leur lieu de rencontre.
- Lorsque Percy participe aux jeux de la guerre, il se rappelle capture-l'étendard.
- Lorsque Mars apparaît au Camp Jupiter, Percy se souvient de l'avoir affronté et vaincu.
- Lors de la réunion au Sénat, Percy se souvient qu'il doit éviter la voie aérienne.
- En partant pour sa quête, Percy laisse son tee-shirt orange au Camp Jupiter où il a conscience qu'il est la seule preuve de sa vie d'avant.
- Au début de leur quête, Percy traverse la baie de San Francisco et le vieux Nérée l’aperçoit et le reconnaît. Percy se rappelle être venu ici pour chercher Annabeth.
- En passant devant le Mont Tam, Percy se souvient y avoir déjà été.
- En découvrant l'armée de Polybotès, Percy constate avec effroi que des cyclopes et des centaures lui jurent allégeance. Il semble réaliser que ces visions sont contradictoires avec son passé.
- En rencontrant la déesse Iris, Percy se souvient qu'il est possible d'envoyer des Messages-Iris.
- Lors d'un rêve, Percy se souvient de sa quête avec Thalia Grace et Zoé Nightshade afin de libérer Artémis.
- Lorsque Percy entre dans une bibliothèque, il se souvient qu'Annabeth aime l'architecture et que sa ville natale avait aussi un grand parc.
- Lorsque Percy fait face à Hylla, la sœur de Reyna, il se souvient de ses aventures avec Annabeth dans la Mer des Monstres.
- Lorsque Percy et ses amis partent pour l'Alaska, Percy se rappelle son frère Tyson et sa chienne Kitty O'Leary. Il se rappelle aussi qu'il vient d'une colonie grecque et qu'il est un demi-dieu grec et non romain.
- En Alaska, Percy se rappelle sa mère : Sally Jackson, son beau-père : Paul Blofis et sa ville natale : New York.
- Lorsque Frank et Hazel retrouvent Percy après sa chute du glacier, celui-ci se souvient de sa chute de l'Arche de Saint-Louis.
- En rentrant au Camp Jupiter, grâce au sang de gorgone guérissant bu pendant l'épisode avec Phinéas, Percy retrouve l'intégralité de ses souvenirs : la Colonie des Sang-Mêlé, son professeur Chiron, son meilleur ami Grover le satyre et ses moments avec Annabeth.